# Малайская вечерница
Малайская вечерница (лат. Pipistrellus stenopterus, от греч. στενός — «узкий», греч. πτερόν — «крыло») — вид рукокрылых семейства гладконосых летучих мышей. 

## Места обитания
Обитает в Брунее, Индонезии и Малайзии. Обитает на равнинах, примерно от 100 м над уровнем моря и до 1200 м над уровнем моря. Этот вид общителен и селится обычно в дуплах деревьев и насаждениях, реже на крышах в сельских районах. Иногда образовывает колонии вместе с Scotophilus kuhlii.

## Охранный статус
К числу охраняемых видов Pipistrellus stenopterus не относится. Встречается во многих природоохранных территориях по всему ареалу.